# Breathless (album)
Breathless – album saksofonisty Kenny’ego G, wydany w 1992 roku. Uplasował się on na szczycie notowania Contemporary Jazz Albums oraz na pozycji #2 list Billboard 200 i R&B/Hip-Hop Albums. Pochodząca z tej płyty piosenka „Forever in Love” wygrała w 1993 roku nagrodę Grammy w kategorii Best Instrumental Composition.
Breathless odniósł największy sukces spośród wszystkich dotychczasowych albumów Kenny’ego G, pokrywając się dwunastokrotną platyną.

## Lista utworów
1. „The Joy of Life” – 4:19
2. „Forever in Love” – 4:58
3. „In the Rain” – 4:59
4. „Sentimental” – 6:34
5. „By the Time This Night is Over” feat. Peabo Bryson – 4:45
6. „End of the Night” – 5:21
7. „Alone” – 5:24
8. „Morning” – 5:13
9. „Even if My Heart Would Break” feat. Aaron Neville – 4:58
10. „G-Bop” – 4:05
11. „Sister Rose” – 6:13
12. „A Year Ago” – 5:15
13. „Homeland” – 4:32
14. „Jasmine Flower” – 4:42 (piosenka niedostępna na amerykańskim wydaniu albumu)
15. „The Wedding Song” – 3:21

## Single
| Rok  | Tytuł                            | Pozycje na listach    | Pozycje na listach                  | Pozycje na listach | Pozycje na listach  | Pozycje na listach |
| Rok  | Tytuł                            | US Adult Contemporary | US Hot R&B/Hip-Hop Singles & Tracks | US Hot 100         | US Top 40 Mainsteam | US Rhythmic Top 40 |
| ---- | -------------------------------- | --------------------- | ----------------------------------- | ------------------ | ------------------- | ------------------ |
| 1992 | „Forever in Love”                | #1                    | #73                                 | #18                | #18                 | #33                |
| 1993 | „By the Time This Night is Over” | #1                    | #37                                 | #25                | #29                 |                    |
| 1993 | „Sentimental”                    | #27                   |                                     | #72                |                     |                    |
| 1994 | „Even if My Heart Would Break”   | #28                   |                                     |                    |                     |                    |

## Pozycje na listach
| Rok  | Notowanie               | Pozycja |
| ---- | ----------------------- | ------- |
| 1993 | Australian Albums Chart | 1       |